# Misox-Schwankung

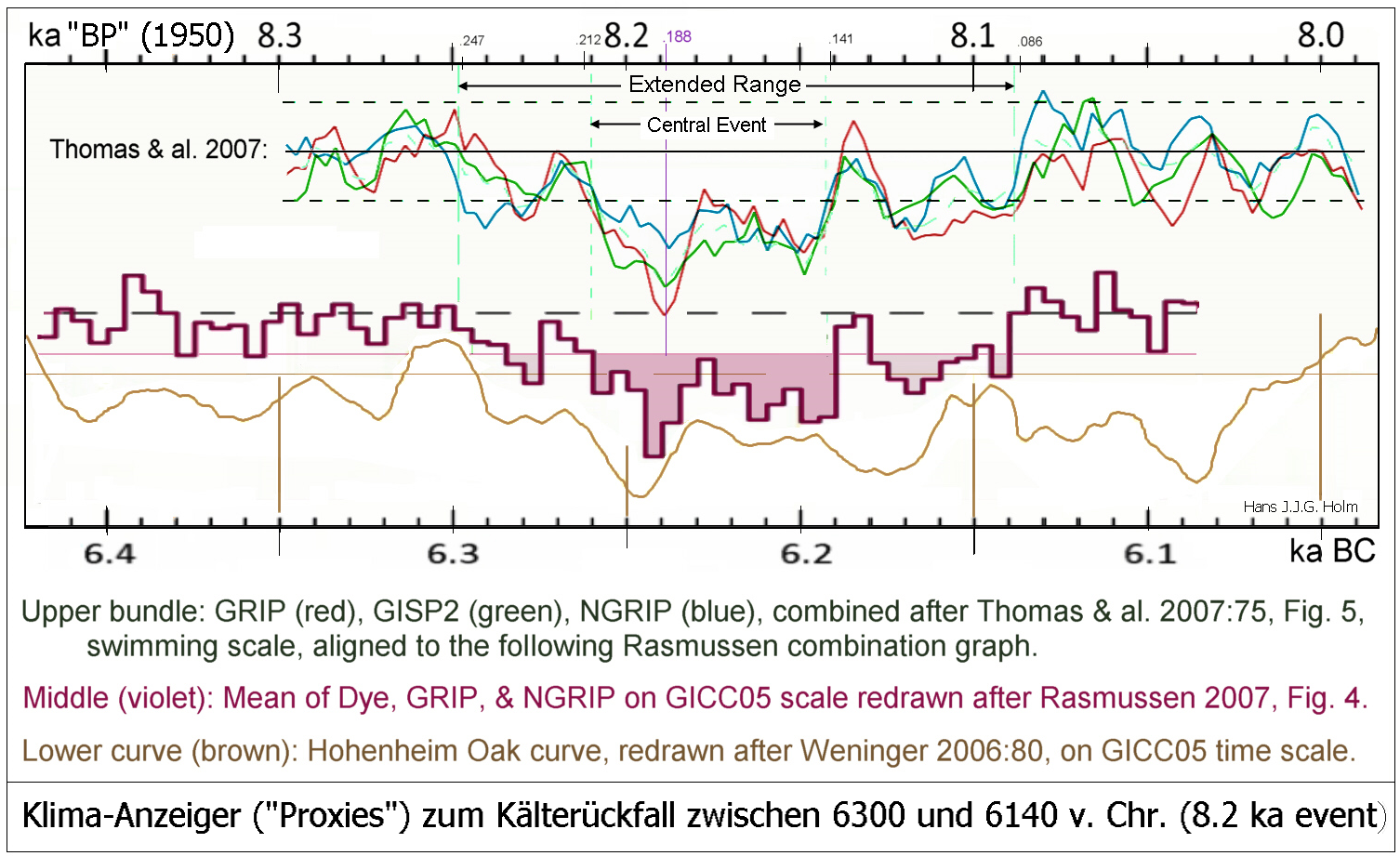
Klima-Anzeiger („Proxies“) zum Kälterückfall zwischen 6300 und 6140 v. Chr. (8.2 ka event)

Als Misox-Schwankung (im anglo-amerikanischen Raum 8.2-kiloyear event) wurde – und wird teilweise noch heutzutage – der scharfe Temperaturrückgang zwischen −6270 und −6140 BC bezeichnet. Dies geht auf Auswertungen des Schweizer Botanikers Heinrich Zoller (1923–2009) aus palynologischen Untersuchungen in Moorböden des Misox-Tals in den Schweizer Alpen zurück.
Im Zuge dieses Kälterückfalls kam es im mesolithischen Mittel-, Nord- und Westeuropa im Verlauf weniger Jahrzehnte zu einer regional unterschiedlichen, aber erheblichen Abkühlung um durchschnittlich etwa 2 °C. Sie ist auch im grönländischen Eis nachzuweisen. Die Klimaschwankung, ausgelöst durch eine Unterbrechung der thermohalinen Zirkulation des Nordatlantikstroms, der nördlichen Verlängerung des Golfstroms, hatte Auswirkungen bis in den Vorderen Orient. In Mesopotamien waren Dürren und die Wandlung zu einem semiariden Klima die Folge.
Die klimatischen Auswirkungen des −6,2-ka-Kälterückfalls sind in der Vegetationsentwicklung Europas gut hundert Jahre lang nachweisbar. Die Wiedererwärmung erfolgte nach weniger als 100 Jahren ähnlich schnell wie die Abkühlung, nachdem sich die Strömungsverhältnisse im Nordatlantik stabilisiert hatten.

## Datierung
Entsprechend der englischen Bezeichnung wird der Beginn dieses Kälterückfalls mit 8200 Jahren BP bzw. mit 6250 Jahren v. Chr. angegeben. In Grönland werden 6225 Jahre v. Chr. angesetzt. Die Schwankung fällt somit ins Ältere Atlantikum. Sie ist mit dem Bond-Ereignis 5 äquivalent.
Die Klimaschwankung wurde erstmals mittels pollenanalytischer Untersuchungen von Moorsedimenten des Misoxtals im Schweizer Kanton Graubünden für den alpinen Raum nachgewiesen. Diese Entdeckung war im Jahr 1960 von Heinrich Zoller (1923–2009), Professor für Botanik an der Universität Basel, gemacht worden. Untersuchungen am Soppensee (Schweiz) und im Schleinsee (Süddeutschland) zeigten, dass die geschichteten Sedimente einen ähnlichen Wechsel in der Pollenverteilung aufweisen. Über eine Lage von Tephra, die in den Sedimenten beider Seen auftrat, konnten die Daten korreliert und absolut datiert werden. Zu dieser Zeit zeigte sich auch für die montane Höhenstufe ein rascher Wechsel der Vegetation.

## Verbreitung
Da auch in den grönländischen Eisbohrkernen des GRIP („Greenland Ice Core Project“) und des GISP („Greenland Ice Sheet Project“) eine Schwankung rund 6200 Jahre v. Chr. feststellbar ist, wird die These belegt, dass diese Klimaveränderung global oder zumindest in der Nordhemisphäre weit verbreitet war.
In norwegischen Seen ließen sich die Profile von Sedimenten ebenfalls mit der in den Eisbohrkernen vorgefundenen Anomalie vor 8200 Jahren korrelieren. Die durch diese Untersuchungen bestätigte Abkühlung wird in Norwegen Finse-Ereignis genannt.

## Ursachen

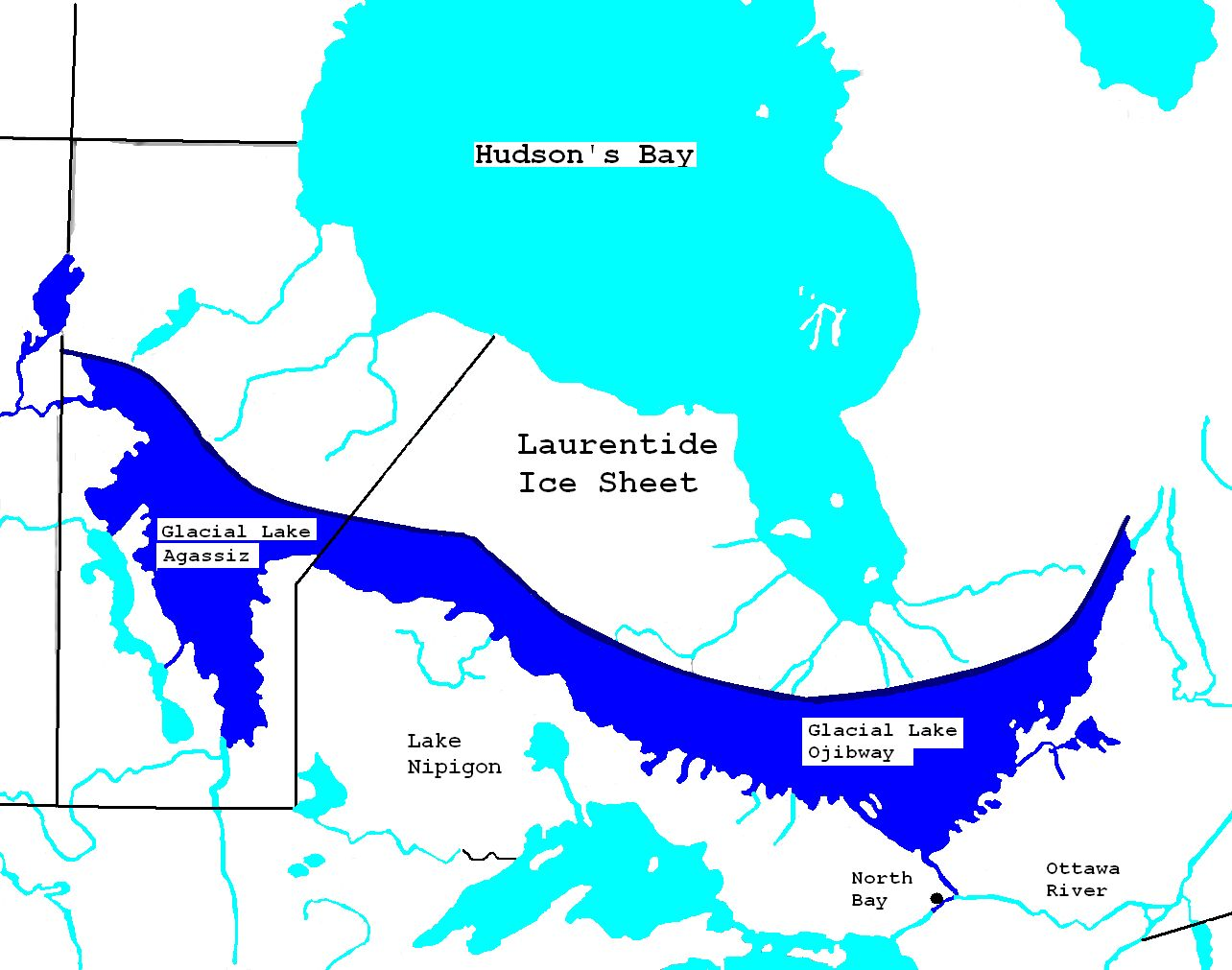
Karte der Vergletscherung am Lake Agassiz und Lake Ojibway ca. 7900 BP. Teller and Leverington, 2004 (U.S. Geological Survey).

Das Ereignis folgte zeitlich dem endgültigen Auseinanderbrechen des Laurentidischen Eisschildes, das einen gigantischen Schmelzwasserpuls aus dem Ojibway- und dem Agassizsee in Nordamerika auslöste. Die Wassermassen bahnten sich ihren Weg über die Hudson Bay in den Nordatlantik. Der enorme Süßwassereintrag in den Nordatlantik unterband weitgehend die Entstehung von dichterem und daher absinkendem höhersalinarem Wasser, die in hohen Breiten normalerweise infolge des Ausfrierens von Meereis erfolgt. Aufgrund dieser Störung der thermohalinen Zirkulation kam der Wärmetransport in den Nordatlantik über den Golfstrom zum Erliegen. Nach Abklingen des Süßwasserpulses stellte sich die Tiefenwasserbildung wieder ein.

## Auswirkungen
Abschätzungen der erzielten Abkühlung sind von der Deutung der Proxydaten abhängig. Die Werte variieren zwischen 1 und 5 °C. In Grönland betrug der Temperatursturz 3,3 °C, der hier in weniger als 20 Jahren erfolgte, die Schwankung dauerte insgesamt rund 150 Jahre, das Kältemaximum erstreckte sich seinerseits über 60 Jahre. Tropische Aufzeichnungen aus alten Korallenriffen in Indonesien deuten auf eine Abkühlung von 3 °C. Gleichzeitig gingen die Kohlenstoffdioxidkonzentrationen über einen Zeitraum von zirka 300 Jahren um rund 25 ppm zurück.

### Meeresspiegel
Der ursprüngliche Schmelzwasserpuls führte zu einem Meeresspiegelanstieg von 0,5 bis 4,0 Meter. Allein anhand von Abschätzungen des Volumens der beiden Seen Ojibway und Agassiz sowie der Größenordnung des zerfallenden Eisschildes ergeben sich Werte von 0,4 bis 1,2 Metern. Meeresspiegeldaten aus heutigen Deltaregionen beinhalten jedoch ein Signal für einen rapiden Anstieg von 2 bis 4 Metern, das jenes für den generellen, postpleistozänen Meeresspiegelanstieg überlagert. Das Schmelzwassersignal erreichte wegen isostatischer Effekte der sich deplatzierenden Schmelzwassermassen seine volle Stärke erst weit entfernt vom Ursprungsort (Hudson Bay). So werden beispielsweise im Mississippidelta nur rund 20 %, in Nordwesteuropa 70 % und in Asien 105 % des globalen Durchschnittswertes erzielt. Die Abkühlung während dieser Klimaschwankung war vorübergehend, der durch den Schmelzwasserpuls bewirkte Meeresspiegelanstieg war jedoch dauerhafter Natur.

### Vegetation
Der Nachweis einer Abkühlung innerhalb des bis dahin als klimatisch stabil angesehenen Frühholozäns führte zur raschen Anerkennung und Verbreitung der Pollenanalyse bei der Darstellung paläoklimatischer Zusammenhänge. Bei einer solchen Abkühlung kommt es innerhalb eines Zeitraums von wenigen Jahrzehnten in den höheren Stufen der Alpen zum Rückgang von Weisstanne (Abies alba), Fichte (Picea abies), Lärche (Larix decidua) und Bergkiefer (Pinus mugo) sowie zu ihrer Ersetzung durch Sträucher wie Wacholder (Juniperus communis), Sanddorn (Hippophae rhamnoides), Weiden (Salix sp.), Grünerle (Alnus viridis), Heidekrautgewächse (Ericaceae), Heidekraut (Calluna vulgaris) und Krähenbeere (Empetrum nigrum). Dieser Wechsel im Artenspektrum zeigt sich auch bei den Pollen, die in den Ablagerungen der Seen und Moore konserviert wurden.

### Geomorphologie
Aufgrund der Vegetationsveränderungen infolge der Klimaschwankung kam es in einigen Regionen zu einer verstärkten geomorphodynamischen Aktivität. In Schleswig-Holstein konnte die Neubildung von Flugsanddecken nachgewiesen werden.